# Bailliage de Wangen
1406 (le bailliage devient bernois) – 1798
Entités suivantes :
- District de Wangen

Le bailliage de Wangen est un bailliage situé dans l'actuel canton de Berne. D'abord propriété des Kybourg-Berthoud, il est hypothéqué aux Neuchâtel-Nidau de 1356 à 1375. Berne l'obtient en 1406. Le bailli de Wangen obtient les compétences de la juridiction de Murgeten qui est supprimée.

## Histoire
Le territoire dépend à l'origine de la juridiction de Murgeten dans le landgraviat de Bourgogne (de). Berne supprime la juridiction peu de temps après avoir acquis le landgraviat de Bourgogne et le bailliage de Wangen pour des raisons pratiques. Le bailli de Wangen obtient les droits d'administration de la juridiction de Murgeten, mais ils sont réduits au fil du temps au profit notamment du bailli d'Aarwangen et du canton de Soleure.
La juridiction de basse justice de Herzogenbuchsee, composée de Herzogenbuchsee, Oberönz, Niederönz, Röthenbach bei Herzogenbuchsee, Heimenhausen et Wanzwil, achetée par Berne en même temps que le landgraviat de Bourgogne dépend du bailliage de Wangen dès sa création.
Le bailli de Wangen exerce les haute et moyenne justices dans la juridiction de Langenthal (qui appartient au couvent de Saint-Urbain) dès 1413. Les compétences de Saint-Urbain diminuent encore au XVIe siècle.
Les basse et haute justices de la juridiction de Rohrbach, composée de Rohrbach, Auswil, Rohrbachgraben, Oeschenbach et Reisiswil sont exercées par le bailli de Wangen depuis 1504,,.
La seigneurie puis bailliage d'Aarwangen dépend du bailliage de Wangen pour la haute justice jusqu'au XVIe siècle. Inkwil, qui fait partie de la basse juridiction de Bützberg administrée par le bailli d'Aarwangen dépend du bailli de Wangen pour la haute justice jusqu'à la fin de l'ancien régime.
La juridiction de Koppigen dépend du bailli de Wangen pour la haute justice dès 1406. La basse juridiction appartient à la chartreuse de Thorberg, puis au bailli bernois de Thorberg. Selon Kasser, les compétences du bailli de Wangen en matière de haute justice sont limitées à la fin de l'Ancien régime.
Les bailliages de Grasswil (commune de Seeberg) et de Lotzwil, aux mains de la ville de Berthoud respectivement depuis 1395 et 1431, dépendent du bailli de Wangen pour la haute justice,,. Ces bailliages ne feront jamais partie du bailliage (en allemand : Schultheissenamt) de l'avoyer de Berthoud.
La haute justice sur le Wasseramt est cédée à Soleure par Berne en 1665.

## Baillis
Les baillis sont les suivants :
- 1457 : Peter Baumgartner[12] ;
- 1512-1513 : Rudolf Senser[13] ;
- 1606-1611 : Adrian Knecht[14] ;
- 1611 : Jakob Bickhart[15] ;
- 1629-1635 : Hans Georg Imhof[16] ;
- 1656-1662 : Samuel Jenner[17] ;
- 1668-1674 : Johann Rudolf Sinner[18] ;
- 1680-1686 : Beat Fischer von Reichenbach[19] ;
- 1728-1734 : Johann Jakob Otth[20] ;
- 1774-1780 : Albrecht Anton Imhof[21] ;

### Article
- (de) Paul Kasser, « Geschichte des Amtes und des Schlosses Aarwangen », Archiv des Historischen Vereins des Kantons Bern, vol. 19,‎ 1908-1909, p. 57-111 (lire en ligne, consulté le 20 mars 2022)
- (de) Anne-Marie Dubler, « Berns Herrschaft über den Oberaargau : Zum Aufbau der bernischen Landesverwaltung im 15. Jahrhundert », Oberaargauer Jahrbuch, vol. 42,‎ 1999, p. 69-94 (lire en ligne, consulté le 30 mars 2022)